# 徐允清
徐允清（?—?），雲南省雲南府昆明縣人，清朝政治人物、同進士出身。
光緒二十年（1894年），参加光緒甲午科殿試，登進士三甲28名。同年五月，著交吏部掣签分发各省，以知县即用。